# 巴彦毛都苏木
巴彦毛都苏木是中华人民共和国内蒙古自治区通辽市科尔沁左翼后旗下辖的一个苏木。
2012年1月20日，内蒙古自治区人民政府批复同意从朝鲁吐镇划出部分区域，设置巴彦毛都苏木，辖巴彦毛都、辉图阿巴海、额门阿巴海、巴彦敖包、英吐、苏莫好沁、讷日吐、磨埋8个嘎查，驻巴彦毛都。

## 行政区划
巴彦毛都苏木下辖以下村级行政区划单位：
北阿布哈嘎查、南阿布哈嘎查、巴彦毛都嘎查、英吐嘎查、巴彦敖宝嘎查、巴彦塔拉嘎查、额日吐嘎查和莫麦嘎查。